# Into Glory Ride
Into Glory Ride е вторият албум на хевиметъл групата Manowar. Издаден е през 1983 г. и е първият албум с барабаниста Скот Кълъмбъс.
По-късно албумът е издаден отново с ремастиран звук. Към него са приложени непубликувани снимки от личните архиви на групата, бележки от известни журналисти и от историята на Manowar написана от Vinny Cecolini.

## Списък с песните
1. Warlord – 4:13
2. Secret of Steel – 5:48
3. Gloves of Metal – 5:23
4. Gates of Valhalla – 7:11
5. Hatred – 7:42
6. Revelation (Death's Angel) – 6:28
7. March for Revenge (By the Soldiers of Death) – 8:25